# اولزبری
اولزبری (به انگلیسی: Owslebury) یک روستا و محله مدنی در بریتانیا است که در وینچستر واقع شده‌است. اولزبری ۷۸۵ نفر جمعیت دارد.